# 高志龙属
高志龙属（学名：Koshisaurus）是日本早白垩世北谷组的一属原始鸭嘴龙超科。该属的发现表明，早白垩世亚洲东部边缘的鸭嘴龙具有较高的多样性。属名“高志”是指一个古代的日本地区名称，包括发现该属化石的福井县。

## 叙述

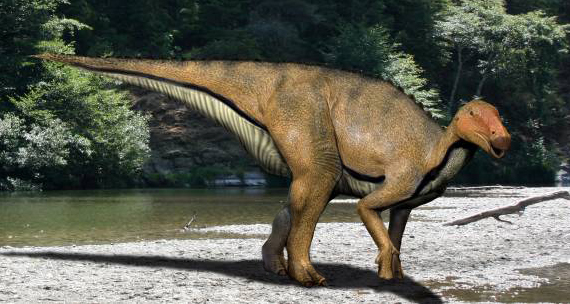
复原图

高志龙与大多数鸭嘴龙类不同，因为它拥有一个眶前窝，上颌牙齿上有三个附嵴，类似于马鬃龙。这些嵴也存在于亚洲的叙五龙、锦州龙和高吻龙身上，但这三个物种都缺少眶前窝，因此比高志龙更“先进”。